# Microparasellus puteanus
Microparasellus puteanus är en kräftdjursart som beskrevs av Stanko Karaman1933. Microparasellus puteanus ingår i släktet Microparasellus och familjen Microparasellidae. Inga underarter finns listade i Catalogue of Life.